# Fria demokraterna (politiskt parti)
Fria demokraterna var ett lokalt politiskt parti som var registrerat för val till kommunfullmäktige i Varbergs och Klippans kommuner. Partiet var representerat i Varbergs kommunfullmäktige mellan 1970 och 1991, i Klippans kommunfullmäktige mellan 1988 och 1994 och i landstingsfullmäktige i Hallands läns landsting mellan 1970 och 1976. 
Socialdemokratiska Arbetarpartiet splittrades inför 1966 års kommunalval. Den så kallade Höög-falangen (en spränglista) tog i det valet fler röster än socialdemokraterna. 1968 uteslöts John Höög ur SAP och bildade då ett eget parti, Fria Demokraterna. Dessa var representerade i kommunfullmäktige i Varberg samt i olika styrelser och nämnder fram till 1992. Partiet lades ner efter att dess sista ordförande Solveig Randelid återgått till SAP. [källa behövs]